# 北海道道323号江部乙停車場線
北海道道323号江部乙停車場線（ほっかいどうどう322ごう えべおつていしゃじょうせん）は、北海道滝川市内を結ぶ一般道道（北海道道）である。

## 概要

### 路線データ
- 起点：北海道滝川市江部乙町西12丁目（JR北海道 函館本線 江部乙駅）
- 終点：北海道滝川市江部乙町西12丁目（国道12号交点）
- 総延長：0.458 km
- 実延長：0.444 km
- 重用延長：0.014 km

### 道路管理者
- 空知総合振興局 札幌建設管理部 滝川出張所

## 歴史
- 1960年（昭和35年）4月1日 - 306号として路線認定[1]。
- 1994年（平成6年）10月1日 - 路線番号を323号に変更[2]。

## 地理

### 通過する自治体
- 空知総合振興局
  - 滝川市

### 交差する道路
滝川市
- 国道12号 - 江部乙町西12丁目（終点）

### 沿線にある施設など
滝川市
- JR北海道 函館本線 江部乙駅